# نهر ستيجا
نهر ستيجا (بالرومانية: Râul Stega)‏ هو رافد لنهر بيستريتا متواجد برومانيا.